# Xanthograpta sobria
Xanthograpta sobria là một loài bướm đêm trong họ Noctuidae.